# ヘンリー・レアマン
ヘンリー・レアマン（Henry Lehrman, 1886年3月30日 - 1946年11月7日）はオーストリア＝ハンガリー帝国出身のアメリカ合衆国の俳優、映画監督、脚本家およびプロデューサー。
レアマンは2つの点で映画史にその名をとどめている。一つは、キーストン社の映画監督として、のちの喜劇王チャールズ・チャップリンの初期作品の監督を務めたこと。もう一つは、「ファッティ」ロスコー・アーバックルの俳優人生に事実上のピリオドを打った強姦殺人事件の証人としてである。

## 生涯

### 前半生・キーストン社時代
ヘンリー・レアマンは1886年3月30日、オーストリア＝ハンガリー帝国の首都ウィーンで生まれる。19歳のときにアメリカに移民として渡り、路面電車の車掌をしていたが、映画監督D・W・グリフィスと面会の上で1909年にバイオグラフ社から俳優としてデビューする。グリフィスと面会した際、レアマンは「自分はヨーロッパからやってきた者で、パテで映画監督をしていた」と売り込む。もちろんこれは真っ赤な嘘で即座にグリフィスに嘘を見破られたものの、グリフィスは逆にレアマンを気に入って嘘に由来する「パテ」との愛称を与え、マック・セネットのもとに送り込んだ。バイオグラフ社で1910年に喜劇部門の主任となったセネットは2年後の1912年夏にメーベル・ノーマンドやフレッド・メイスらを引き連れてキーストン社を設立し、ロサンゼルス近郊イーデンデールにスタジオを建設して自前の映画作りを始めることとなった。レアマンもついて行き、間もなく「キーストン・コップス」が繰り広げる追いかけっこを主軸としたスラップスティック・コメディ映画が当たったことでセネットだけでは撮影ユニットが足りなくなり、1913年に入ってレアマンを主任とする第2撮影ユニットが作られることとなった。
第2撮影ユニットが作られたのと同じ1913年、キーストン社は肥満で人気を博していたメイスが退社したため、その穴を早急に埋めるべくフレッド・カーノー劇団の一員でアメリカを巡業中のチャップリンをスカウトしてキーストン社に迎え入れた。チャップリンはレアマンのユニットに加えられて映画デビュー作『成功争ひ』から仕事を共にしたが、思いつくギャグをあらん限りに注ぎ込む新人チャップリンをレアマンは認めず、周囲に「（チャップリンは）頭がおかしい」という意味のことを言いふらした上に注ぎ込んだギャグを切り刻み、チャップリンを愕然させた。『成功争ひ』以降もしばらくの間レアマンと組むこととなったチャップリンは納得がいかず意見を試みるも、そのたびにレアマンは笑ってチャップリンに次のようなことを言った。「それね、舞台でなら面白いかもしれんが、映画じゃ、とてもそんな暇なんてないよ。こっちは絶えず動いてなくちゃいかん」。チャップリンはこのようなレアマンの姿勢に「メチャクチャ倫理のくりかえし」と疑念を抱くようになった。レアマンとチャップリンの軋轢はセネットの知るところとなり、『夕立』の製作後にコンビは解消された。その後、チャップリンは契約更新時のこじれからキーストン社を去ることとなって、週1250ドルのギャラと1万ドルのボーナスを提示してきたエッサネイ社に移籍することとなった。これと相前後して、レアマンもまたキーストン社を去って独立することとなった。

### ラッペ殺人事件

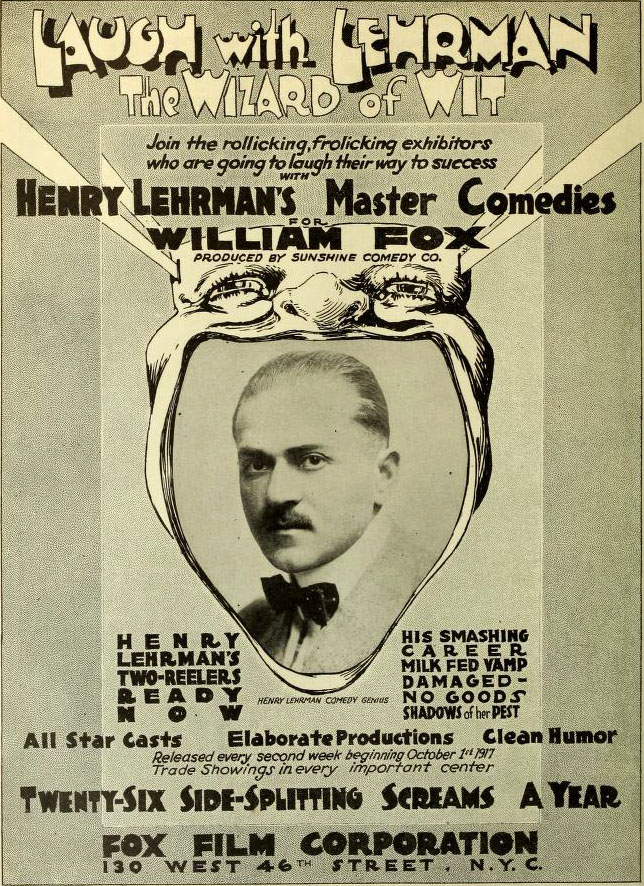
広告 (1917)

1915年、レアマンはユニバーサル社と提携して2巻もの喜劇を専門に製作するL-KO社を設立。「L-KO」とは、「レアマン、ノックアウト」という一種自虐的な意味であった。しかし、L-KO社での作品はキーストン映画の亜流とみなされてぱっとせず、1917年にはユニバーサル社との契約を打ち切ってフォックス・フィルムと新たに提携。1920年には提携先をファースト・ナショナルに再変更し、フォックス・フィルムとファースト・ナショナルの配給による「サンシャイン・コメディ」と銘打った作品群を生み出すこととなった。
レアマンが「サンシャイン・コメディ」シリーズで起用した女優の一人にニューヨーク出身の人物がいた。この人物、ヴァージニア・ラッペはやがてレアマンと恋愛関係に落ちることとなる。ところが、ラッペは1921年9月5日にサンフランシスコで開かれた「ファッティ」アーバックル主催のパーティーに参加したのち体の変調を訴え、4日後の9月9日に膀胱破裂に起因する腹膜炎で死亡した。レアマンは恋人の死を電報と新聞で知って愕然とした。悲しみにくれるレアマンはラッペをハリウッド記念公園墓地に埋葬する手続きを終えたのち、ラッペに近い関係者の一人として事情聴取を受けた。事件当時レアマンはパーティーの会場におらず、「サンフランシスコから人づてに聞いた情報」と前置きしたうえで次のように語った。
このように語ったレアマンが実際にどのような情報を得ていたのか、またレアマンの証言が裁判に与えた影響などについては定かではない。一つ言えるのは、アーバックルは「ラッペをレイプして殺した犯人」として起訴され、無罪評決が下されたものの映画界からは事実上追放されることとなった。

### 後半生
事件の真相はともかくラッペを失ったレアマンのショックは大きなものがあったが、やがて悲しみを乗り越えて1922年4月に女優のジョスリン・リーと結婚。しかし、この結婚生活は2年で破たんした。1920年代後半にかけては、レアマンの「サンシャイン・コメディ」シリーズは愛称の由来となったパテやワーナー・ブラザース、コロンビア ピクチャーズでも配給され、1928年からはフォックス・フィルムのもとに戻った。レアマンはフォックス・フィルムが20世紀映画と合併して20世紀フォックスとなったあとも、1930年代半ばまで短編作品を中心に活動を続けた。
1946年11月7日、ヘンリー・レアマンは心臓発作によりハリウッドの自宅で亡くなった。60歳没。レアマンはハリウッド記念公園墓地で、ラッペの隣に埋葬されている。ラッペが先に逝って四半世紀経ってから、レアマンとラッペはようやく一緒になることができた。

### サイト
- “HENRY "PATHE" LEHRMAN (1886-1946)” (英語). MUG SHOTS HOME PAGE OF FORGOTTEN SILENT COMICS.   Robert Farr. 2013年5月15日閲覧。
- "ヘンリー・レアマン". Find a Grave. 2013年5月15日閲覧。
- Henry Lehrman - IMDb（英語）

### 印刷物
- チャールズ・チャップリン『チャップリン自伝』中野好夫（訳）、新潮社、1966年。ISBN 4-10-505001-X。
- 新野敏也『サイレント・コメディ全史』喜劇映画研究会、1992年。ISBN 978-4906409013。
- デイヴィッド・ロビンソン『チャップリン』 上、宮本高晴、高田恵子（訳）、文藝春秋、1993年。ISBN 4-16-347430-7。
- デイヴィッド・ロビンソン『チャップリン』 下、宮本高晴、高田恵子（訳）、文藝春秋、1993年。ISBN 4-16-347440-4。
- 大野裕之『チャップリン再入門』日本放送出版協会、2005年。ISBN 4-14-088141-0。
- 大野裕之『チャップリン・未公開NGフィルムの全貌』日本放送出版協会、2007年。ISBN 978-4-14-081183-2。
- マック・セネット『<喜劇映画>を発明した男 帝王マック・セネット、自らを語る』石野たき子（訳）、新野敏也（監）、作品社、2014年。ISBN 978-4861824722。